# Lagenandra undulata
Lagenandra undulata là một loài thực vật có hoa trong họ Ráy (Araceae). Loài này được Sastry mô tả khoa học đầu tiên năm 1968.